# Libreboot
Libreboot è un BIOS libero per computer.

## Caratteristiche
Libreboot è una distribuzione di Coreboot (e non un fork diretto) al quale vengono rimossi i blob binari.

## Storia
Nato nel 2013, Libreboot si allinea alla campagna per i BIOS liberi della Free Software Foundation, la quale ne raccomanda l'uso dal 2014.